# Cholovocera fleischeri
Cholovocera fleischeri es una especie de coleóptero de la familia Endomychidae.

## Distribución geográfica
Habita en Italia, Malta y en los Balcanes.